# Nordharznetz
Als Nordharznetz wurde ein Vergabenetz im Schienenpersonennahverkehr bezeichnet. Es umfasste die Linien um Halberstadt sowie die Linien Halle–Könnern–Bernburg und Magdeburg–Oschersleben. Das Netz wurde vom Nahverkehrsservice Sachsen-Anhalt (NASA) ausgeschrieben und für den Zeitraum von Dezember 2005 bis Dezember 2018 an die Transdev GmbH vergeben.

## Allgemeines
Der Mittelpunkt im Nordharznetz war der Bahnhof Halberstadt. Er erhielt moderne Bahnsteige und ein elektronisches Stellwerk, von dem aus die gesamte Bahnstrecke Halberstadt–Vienenburg gesteuert wird. Die Strecke gilt als ÖPNV-Musterstrecke für Neigetechnik, wie auch die Ende der 1990er Jahre fertiggestellte Bahnstrecke Halberstadt–Halle (Saale).
Die vom Land Sachsen-Anhalt vorgeschriebenen Verbesserungen wurden schrittweise umgesetzt. Jede Stunde wurde in Halberstadt der meist aus zwei Triebwagen bestehende Zug aus Magdeburg geteilt – ein Zugteil fuhr nach Thale, der jeweils andere nach Blankenburg oder Goslar. Auch wurde durch Anpassungen der DB Netz im Bahnhof Könnern die durchgehende Verbindung Bernburg–Könnern–Halle (Saale) realisiert.

## Ausschreibung
Im Jahr 2003 wurde das Nordharznetz erstmals von der Nahverkehrsservice Sachsen-Anhalt (NASA) ausgeschrieben. Anfang 2004 erhielt die Transdev GmbH den Zuschlag vom Land Sachsen-Anhalt. Zum 11. Dezember 2005 übernahm sie unter der Marke Harz-Elbe-Express mit Dieseltriebwagen der Baureihe 640 und 648 fast den ganzen Verkehr von DB Regio Südost. Der Verkehrsvertrag mit dem Land lief bis Dezember 2018. Seitdem gab es aus Kostengründen, aber auch durch den fortschreitenden Ausbau der Strecke Magdeburg–Halberstadt, kleinere Änderungen im Angebot.
Im Juni 2013 schrieb die Nahverkehrsservice Sachsen-Anhalt den Regional-Express Halle–Goslar aus. Im Mai 2014 wurde Transdev als Gewinner benannt. Im Januar 2015 wurde der Vertrag unterschrieben. Damit übernahm Transdev auch auf der einzigen noch von DB Regio betriebenen Linie RE 4 Halle–Goslar den Verkehr. 
Am 19. Dezember 2014 wurde das Dieselnetz Sachsen-Anhalt ausgeschrieben. Darin ging auch das Nordharznetzes mit allen seinen Linien auf, wobei alle Linien die Halberstadt direkt berühren im Los A und die Linie Halle (Saale)–Könnern–Bernburg im Los B enthalten sind. Am 29. Dezember 2015 erklärte die Nahverkehrsservice Sachsen-Anhalt (NASA) den Zugschlag für das „Dieselnetz Sachsen-Anhalt“ mit den Losen A und B an die Abellio Rail Mitteldeutschland für rechtskräftig. Der Vertrag hat eine Laufzeit von 14 Jahren, beginnend im Dezember 2018. Zum Einsatz kommen 54 Dieseltriebwagen vom Typ LINT 41 (Baureihe 1648). Bereits ab Oktober 2018 übernahm Abellio einige Strecken im Vorlaufbetrieb.

## Situation bis Dezember 2005

### Magdeburg–Thale

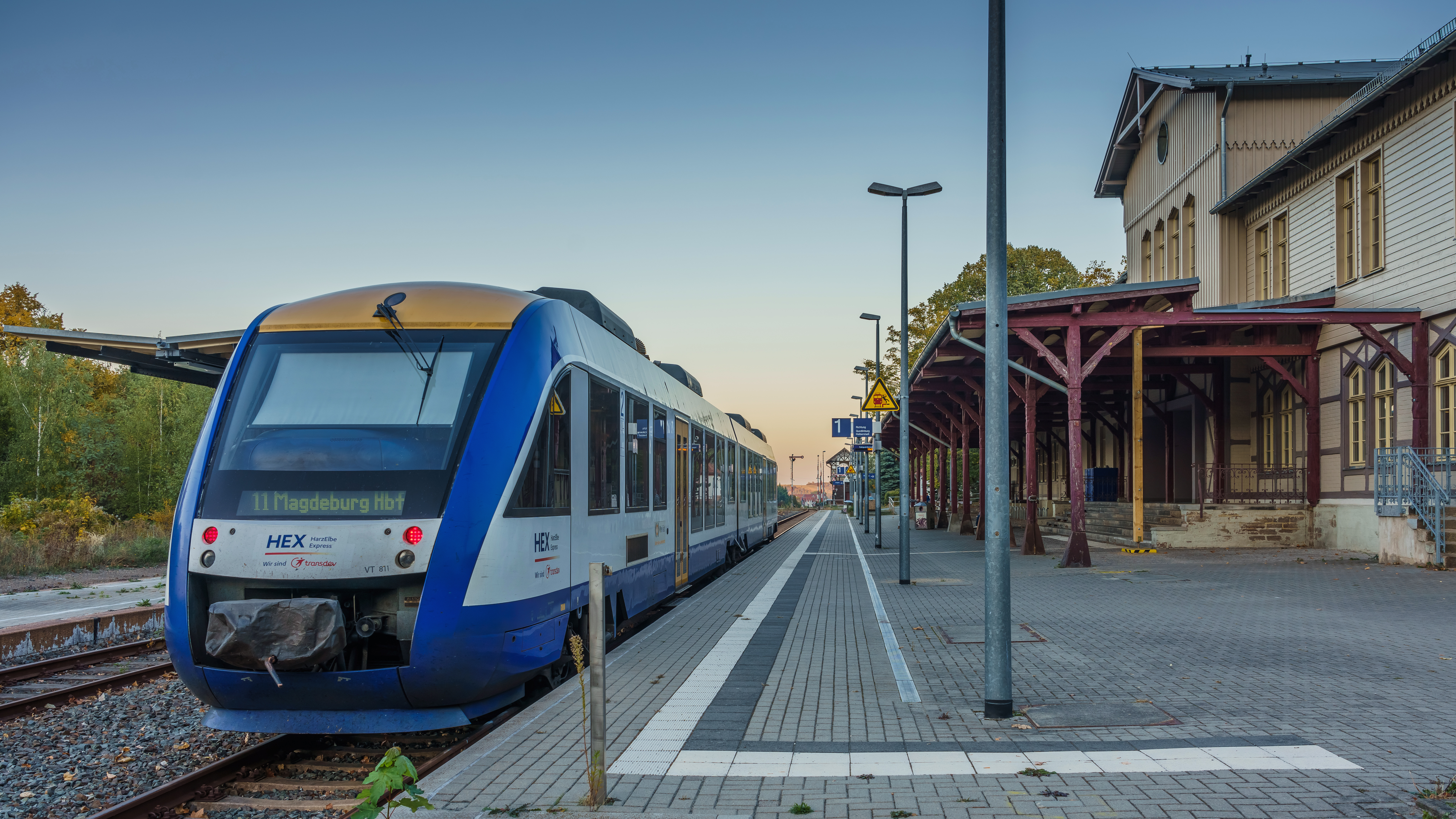
Thale Hauptbahnhof

Im Streckenabschnitt Halberstadt–Thale überlagerten sich die im jeweils im Zweistundentakt verkehrende RE 5 und RB 60 zu einem Stundentakt. Am Bahnhof Quedlinburg bestand Übergang an die Züge der RB 71 nach Ballenstedt. Zwischen Halberstadt und Magdeburg hielt die Linie RE 5 nur am Bahnhof Oschersleben (Bode). Zu den Hauptverkehrszeiten verkehrte diese Linie stündlich. Alle anderen Halte wurden durch die mindestens zweistündlich verkehrende RB 60 erschlossen, sie wurde Montag–Freitag auf einen Stundentakt verdichtet. Am Bahnhof Nienhagen (b Halberstadt) bestand Anschluss an die Züge der Linie RB 61 von/nach Dedeleben. Die Züge bestanden aus Diesellokomotiven der Baureihe 228 später die Baureihe 218 und bis zu vier Personenwagen. Auf dem RE 5 verkehrten zwischenzeitlich auch Loks mit Doppelstockwagen. Zuletzt wurden, bis zum Fahrplanwechsel am 10. Dezember 2005, Triebwagen der Baureihe 642 in Doppeltraktion eingesetzt.

### Halle (Saale)–Vienenburg

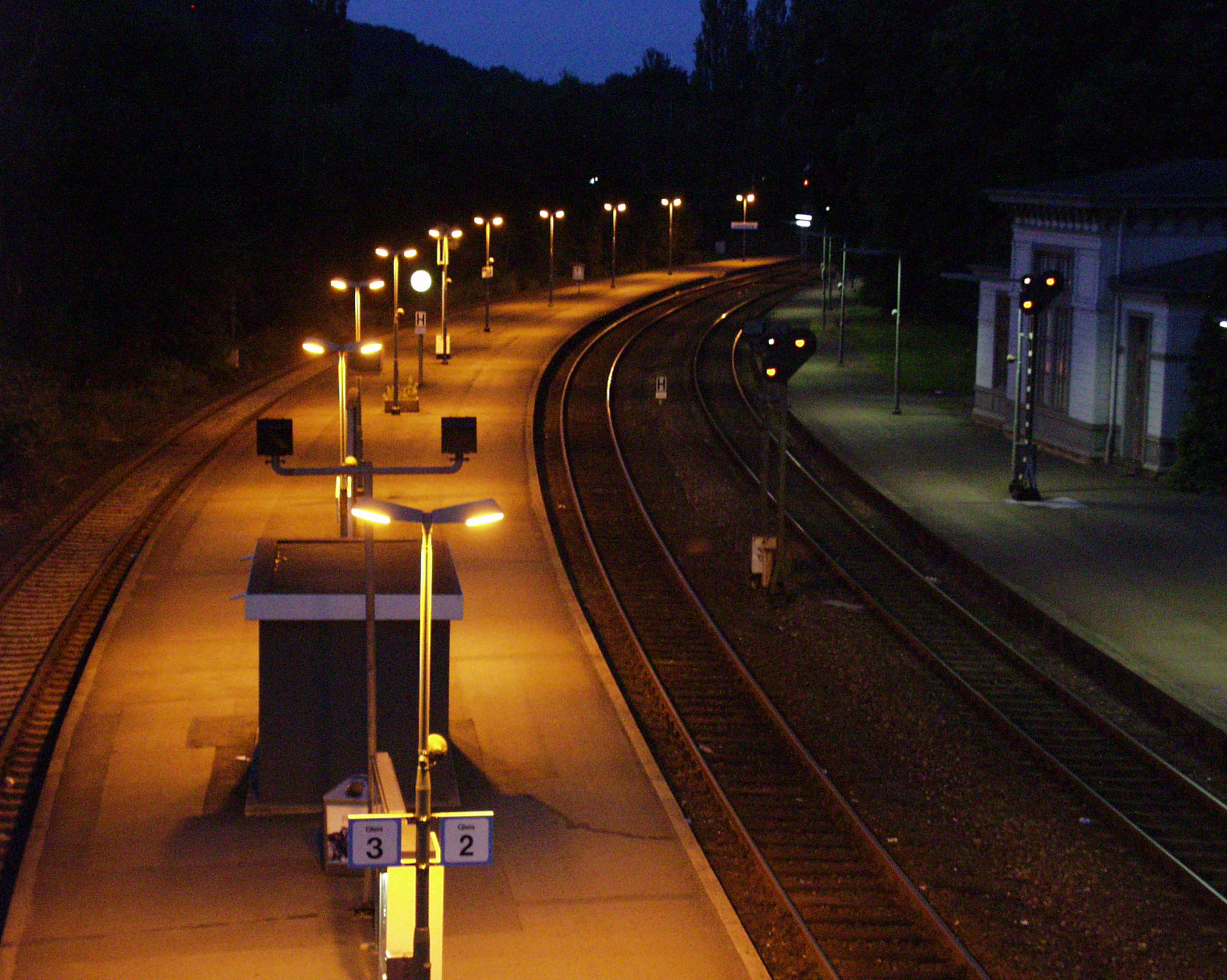
Bahnhof Vienenburg (2002)

Es verkehrten jeweils im Zweistundentakt RE- und RB-Züge zwischen Halle (Saale) und Vienenburg. Der RE 4 wurde am 28. Mai 2000 als durchgehende Verbindung zwischen Halle (Saale) und Hannover eingeführt, aufgrund der EXPO in Hannover fuhr er bis Oktober 2000 nur zwischen Halle (Saale) und Hildesheim sowie ohne Halt in Bad Harzburg. Im November 2000 erfolgte die Verlängerung von/nach Hannover und der Halt in Bad Harzburg wurde eingerichtet. Auf der Linie RE 4 kamen Neigetechnik-Triebwagen der Baureihe 612 zum Einsatz. Bis zum Fahrplanwechsel im Dezember 200? musste man bei den RB-Zügen in Halberstadt umsteigen. Zwischen Halberstadt und Vienenburg verkehrte die RB 65 mit Triebwagen der Baureihe 628 und zwischen Halberstadt und Halle (Saale) die RB 70, von Montag–Freitag wurde der Takt auf einigen Streckenabschnitten hier zu einem Stundentakt verdichtet. Diese Züge bestanden aus Diesellokomotiven der Baureihe 232 und drei oder vier Personenwagen. Zum Fahrplanwechsel im Dezember 200? wurden die Linien RB 65 und RB 70 in Halberstadt verbunden, eingesetzt wurden Wendezüge aus Diesellokomotiven der Baureihe 218 und bis zu vier Personenwagen. Zuletzt wurden, bis zum Fahrplanwechsel am 10. Dezember 2005, Triebwagen der Baureihe 642 eingesetzt.

### Halberstadt–Königshütte

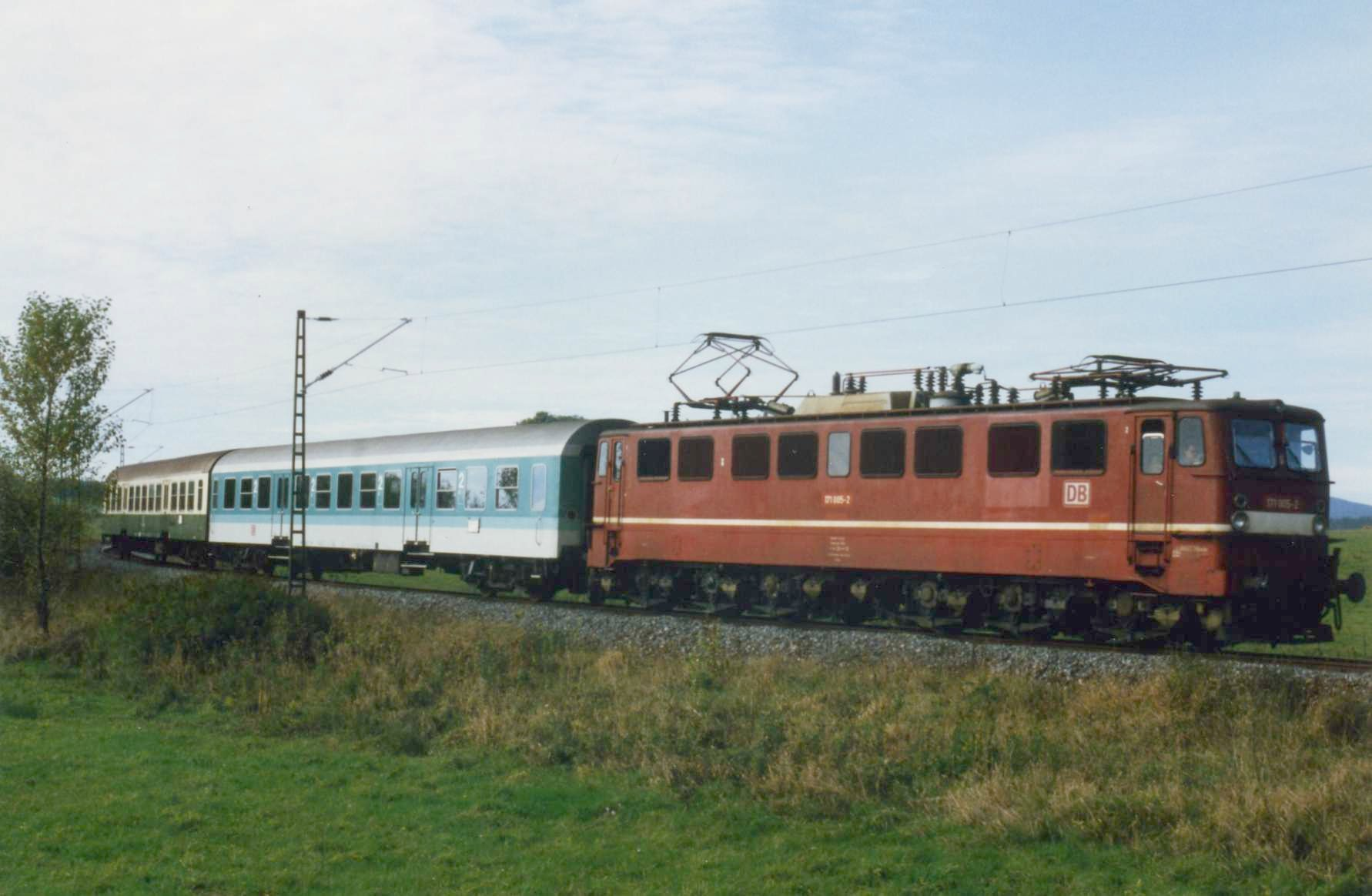
Zug der Rübelandbahn (1995)

Bis zum Fahrplanwechsel im Dezember 200? musste man im Bahnhof Blankenburg (Harz) zwischen den Zügen von/nach Halberstadt und Elbingerode (Harz) umsteigen. Zwischen Halberstadt und Blankenburg (Harz) fuhr stündlich die RB 67 mit Triebwagen der Baureihe 628 sowie zwischen Blankenburg (Harz) und Königshütte (Harz) mindestens zweistündlich die RB 68 mit Elektroloks der Baureihe 171 und einem oder zwei Personenwagen. Zum Fahrplanwechsel im Mai 1999 wurde der Zugverkehr auf dem Streckenabschnitt Elbingerode (Harz)–Königshütte (Harz) vom Land eingestellt. Seitdem begannen/endeten die Züge der RB 68 in Elbingerode (Harz). Im Dezember 200? wurde durch Wendezüge, bestehend aus Diesellokomotiven der Baureihe 218 und zwei oder drei Personenwagen, der Umsteigezwang am Bahnhof Blankenburg (Harz) überflüssig. Die Züge fuhren als RB 67 durchgehend zwischen Halberstadt und Elbingerode (Harz). Allerdings mussten diese zweimal die Fahrtrichtung ändern, einerseits in Blankenburg (Harz) und anderseits in der Spitzkehre in Michaelstein. Der Personenverkehr zwischen Blankenburg (Harz) und Elbingerode (Harz) endete zum Fahrplanwechsel am 10. Dezember 2005. Seitdem fahren dort nur noch Güterzüge und vereinzelte Sonderzüge bis/ab Rübeland.

### Könnern–Bernburg
Zwischen Könnern und Bernburg pendelten die Züge der Linie RB 47 mindestens zweistündlich und waren am Bahnhof Könnern mit dem RE 4 von/nach Halle (Saale) sowie am Bahnhof Bernburg mit den Zügen nach Köthen und vereinzelt nach Calbe (Saale) verbunden. Zuletzt wurden, bis zum Fahrplanwechsel am 10. Dezember 2005, überwiegend Triebwagen der Baureihe 771, vereinzelt auch die Baureihe 628 eingesetzt.

### Quedlinburg–Aschersleben

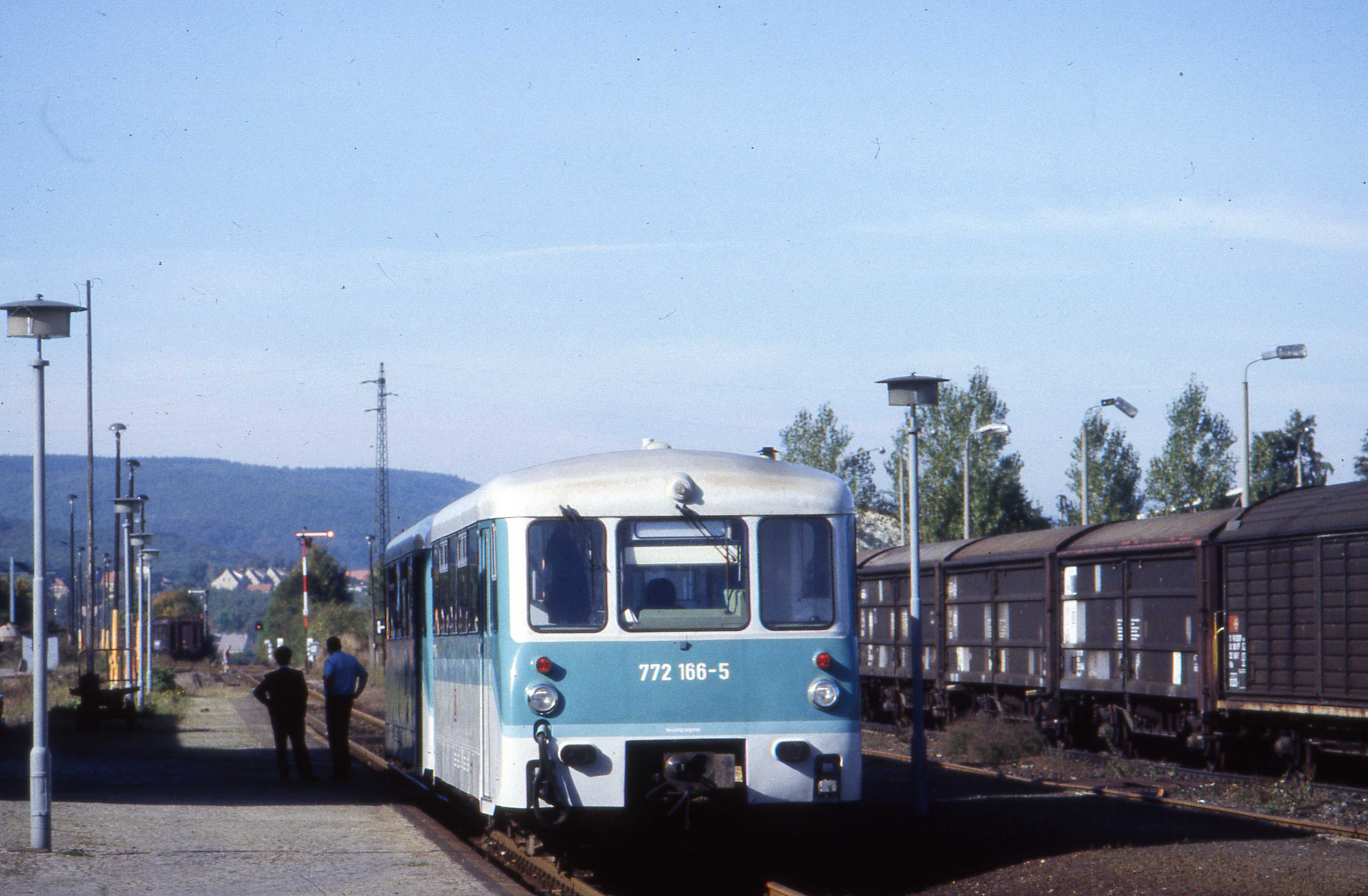
Bahnhof Gernrode (Harz)

Auf der ganzen Strecke verkehrte die RB 71 zweistündlich, zwischen Quedlinburg und Ballenstedt wurde Montag–Freitag ab dem Fahrplanwechsel im Juni 2001 stündlich gefahren. Am Bahnhof Quedlinburg bestand Anschluss an die Züge der Linien RE 5 und RB 60 nach Halberstadt sowie Thale. In Aschersleben bestand wiederum Anschluss an die Züge nach Halle (Saale) und Dessau. In Frose mussten die Züge immer die Fahrtrichtung wechseln, um weiter nach Aschersleben bzw. Ballenstedt zu gelangen. Am Bahnhof Gernrode (Harz) bestand Anschluss an die Züge der Selketalbahn. Eingesetzt wurden zuletzt, bis zur Betriebseinstellung am 31. Januar 2004, überwiegend Triebwagen der Baureihe 628 und vereinzelt auch Triebwagen der Baureihe 771. Der Verkehr wird heute durch den Landesbus 240 (Quedlinburg–Ballenstedt–Aschersleben) sichergestellt.

### Heudeber-Danstedt–Osterwieck
Die Züge der Linie RB 66 fuhren mindestens zweistündlich und waren am Bahnhof Heudeber-Danstedt mit dem RE 4 von/nach Halle (Saale) verbunden. Eingesetzt wurden zuletzt, bis zur Betriebseinstellung am 28. September 2002, Triebwagen der Baureihe 771. Der Verkehr wird heute durch den Landesbus 210 (Halberstadt–Osterwieck–Vienenburg) sichergestellt.

### Nienhagen–Dedeleben
Die Bahnstrecke Nienhagen–Dedeleben war die erste Nebenbahn, wo der Personenverkehr eingestellt wurde. Zuletzt wurden Schienenbusse der Baureihe 771 eingesetzt. Es wurde annähernd ein Zweistundentakt auf der Linie RB 61 gefahren. Vereinzelte Züge fuhren ab/bis Halberstadt, alle anderen endeten/begannen am Bahnhof Nienhagen (b Halberstadt), wo Anschluss an Züge der RB 60 nach Magdeburg und Halberstadt bestand. Der letzte Zug fuhr am 31. März 2000, da auf der Strecke zu viele Oberbaumängel vorhanden waren. Ein eingerichteter Schienenersatzverkehr wurde nach kurzer Zeit wieder eingestellt.

## Situation seit Dezember 2005
Transdev nahm den Verkehr zum Fahrplanwechsel am 11. Dezember 2005 auf. Die Linien wurden anschließend nur noch mit Kürzel HEX bestückt. Mit Ausnahme der Verbindung Thale/Blankenburg (Harz)–Magdeburg fuhren die HEX Linien (Regionalbahnen) mindestens zweistündlich auf den Relationen Halle (Saale)–Aschersleben–Halberstadt–Vienenburg und Bernburg–Könnern. Zwischen Halberstadt–Blankenburg (Harz) pendelten die Züge stündlich. Auf der Verbindung Thale–Magdeburg fuhren im Abschnitt Thale–Halberstadt die Züge stündlich sowie zwischen Halberstadt und Magdeburg wechselten sich HEX (Regional-Express) und HEX (RegionalBahn) ab. Beide Linien verbanden beide Städte mindestens stündlich. Durch die umfangreichen begonnenen Bauarbeiten im Raum Halberstadt musste das Fahrplankonzept angepasst werden. Im Bahnhof Halberstadt standen nur drei Bahnsteigkanten zur Verfügung.
Nach Ende der Bauarbeiten im Bahnhof Halberstadt wurde zum Fahrplanwechsel am 9. Dezember 2007 die HEX-Linie Blankenburg (Harz)–Halberstadt mit der HEX-Linie Thale–Magdeburg in Halberstadt verbunden. Die Züge verkehrten zwischen Halberstadt und Magdeburg mit zwei zusammen gekoppelteten Triebwagen, diese wurden dort geflügelt, sodass die Verbindung Blankenburg (Harz)–Magdeburg umsteigefrei möglich wurde. Die Verbindung Halberstadt–Blankenburg (Harz) wird am Wochenende nur noch im Zwei-Stunden-Takt bedient.
Ab dem Fahrplanwechsel am 11. Dezember 2008 wurde die HEX-Linie Bernburg–Könnern nach Halle (Saale) durchgebunden. Dadurch war das Umsteigen im Bahnhof Könnern überflüssig geworden. Die Verbindung wurde mindestens zweistündlich angeboten. Zusammen mit der HEX-Linie Halberstadt–Halle (Saale) fuhren die Züge zwischen Könnern und Halle (Saale) im Stundentakt.
Seit dem Fahrplanwechsel am 12. Dezember 2010 bestehen abwechselnd je zweistündlich umsteigefreie Verbindungen zwischen Goslar–Vienenburg–Wernigerode–Magdeburg und Blankenburg (Harz)–Magdeburg. Die Züge auf der HEX-Linie (Regional-Express) Thale–Magdeburg werden seitdem jede Stunde im Bahnhof Halberstadt geflügelt. Die Verbindung Thale–Magdeburg wird weiterhin stündlich bedient.
Seit dem Fahrplanwechsel am 9. Dezember 2012 verkehrt die Regionalbahn zwischen Halberstadt–Magdeburg nur noch zwischen Oschersleben (Bode) und Magdeburg. An Werktagen von Montag–Freitag sogar stündlich. Die HEX-Linie Regionalexpress Thale–Halberstadt–Magdeburg hält deswegen zwischen Oschersleben (Bode) und Halberstadt zusätzlich auch in Nienhagen (b Halberstadt). Die anderen Haltepunkte in Groß Quenstedt, Krottorf und Hordorf wurden gleichzeitig wegen zu geringer Nutzung geschlossen.
Mit dem Fahrplanwechsel am 14. Dezember 2014 wurde die RE-Verbindung Halle (Saale)–Hannover in Goslar gebrochen. Seitdem fährt im Ostharz der RE 4 zwischen Halle (Saale)–Goslar und im Westharz der RE 10 zwischen Bad Harzburg–Goslar–Hannover. Dadurch entstand ein zusätzlicher Umstieg in Goslar, dafür aber im Stundentakt auf der Relation Halberstadt–Goslar–Hannover. Zudem wurden einheitliche Liniennummern eingefügt, damit die Linien besser unterscheidbar sind.
Zum Fahrplanwechsel am 13. Dezember 2015 wurde das Zugangebot zwischen Halberstadt/Bernburg und Halle (Saale) neu geordnet. Die neu eingerichtete Linie HEX 24 zwischen Halberstadt und Halle (Saale) verbindet beide Städte zusammen mit der Linie HEX 4 stündlich als Regional-Express. Zwischen Könnern und Halle (Saale) verkehrt die Linie HEX 47 in der Hauptverkehrszeit stündlich und bedient alle Unterwegshalte, einschließlich die der S-Bahn zwischen Halle-Trotha und Halle Hauptbahnhof über Zoo. Am Bahnhof Magdeburg-Buckau halten nun auch alle Regional-Express Verbindungen von/nach Halberstadt.

## Linienübersicht
| Linie | Linienverlauf                                                                            |
| ----- | ---------------------------------------------------------------------------------------- |
| RE 4  | Halle (Saale) – Könnern – Aschersleben – Halberstadt – Wernigerode – Vienenburg – Goslar |
| RE 11 | Magdeburg – Oschersleben (Bode) – Halberstadt – Quedlinburg – Thale                      |
| RE 21 | Magdeburg – Oschersleben (Bode) – Halberstadt – Wernigerode – Vienenburg – Goslar        |
| RE 24 | Halle (Saale) – Könnern – Aschersleben – Halberstadt                                     |
| RE 31 | Magdeburg – Oschersleben (Bode) – Halberstadt – Langenstein – Blankenburg (Harz)         |
| RB 43 | Magdeburg – Dodendorf – Osterweddingen – Langenweddingen – Oschersleben (Bode)           |
| RB 44 | Halberstadt – Gatersleben – Aschersleben                                                 |
| RB 47 | Halle (Saale) – Halle-Trotha – Wallwitz – Könnern – Baalberge – Bernburg                 |